# Anna Fotyga
Anna Elżbieta Fotyga (n. 12 ianuarie 1957, Lębork, voievodatul Pomerania, Polonia) este un om politic polonez, membru al Parlamentului European în perioada 2004-2009 din partea Poloniei.